# Инженерная доска

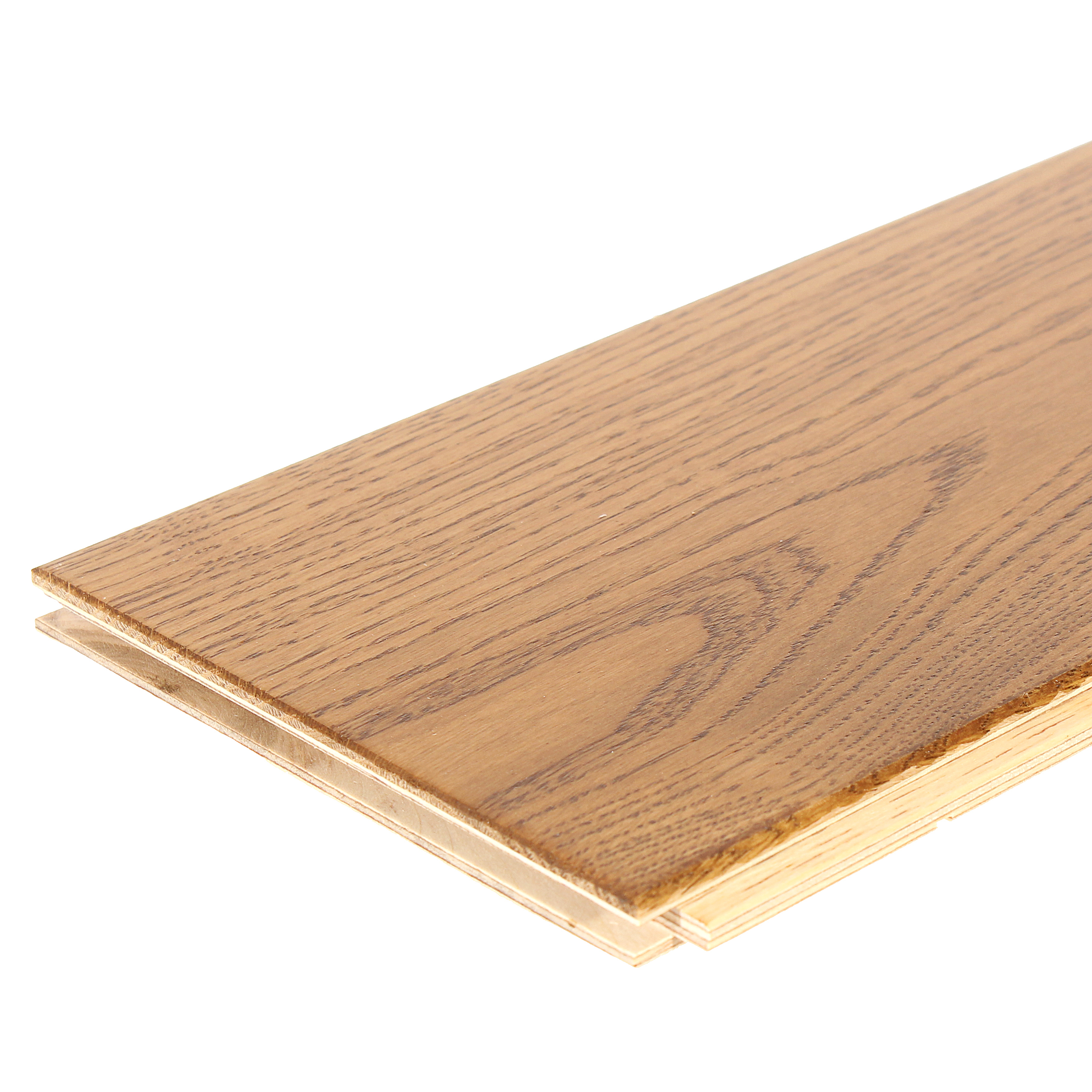
Конструкция инженерной доски

Инженерная доска — разновидность деревянного напольного покрытия, в основе которого многослойная конструкция, склеенная из двух или более слоёв древесины. На российском рынке «инженерной» называют доску с основанием из многослойной фанеры и верхним слоем из ценных пород древесины с соединением шип-паз. «Паркетной» называют доску из трёх слоёв различных материалов: верхний слой выполнен из ценной породы древесины, средний и нижний слои из хвойных или лиственных пород, склеенных перпендикулярно друг другу. Так же существуют конструкции, в которых все слои доски выполнены из одной породы дерева (чаще из дуба), такой вид напольных покрытий называется «инженерная массивная доска».

## История создания
В 1919 году Густав Чер, основатель шведской компании Kährs, изобрёл новую технологию изготовления дверей. Дверь собиралась из клееных пластинчатых деревянных элементов. Клееная конструкция отличалась высокой прочностью независимо от изменения температуры и влажности воздуха. В 1941 году Густав Чер стал применять эту технологию для изготовления напольных покрытий. В том же году Чер получил патент на engineered hardwood floor (Инженерный деревянный пол). Так появился новый вид паркета.

## Устройство

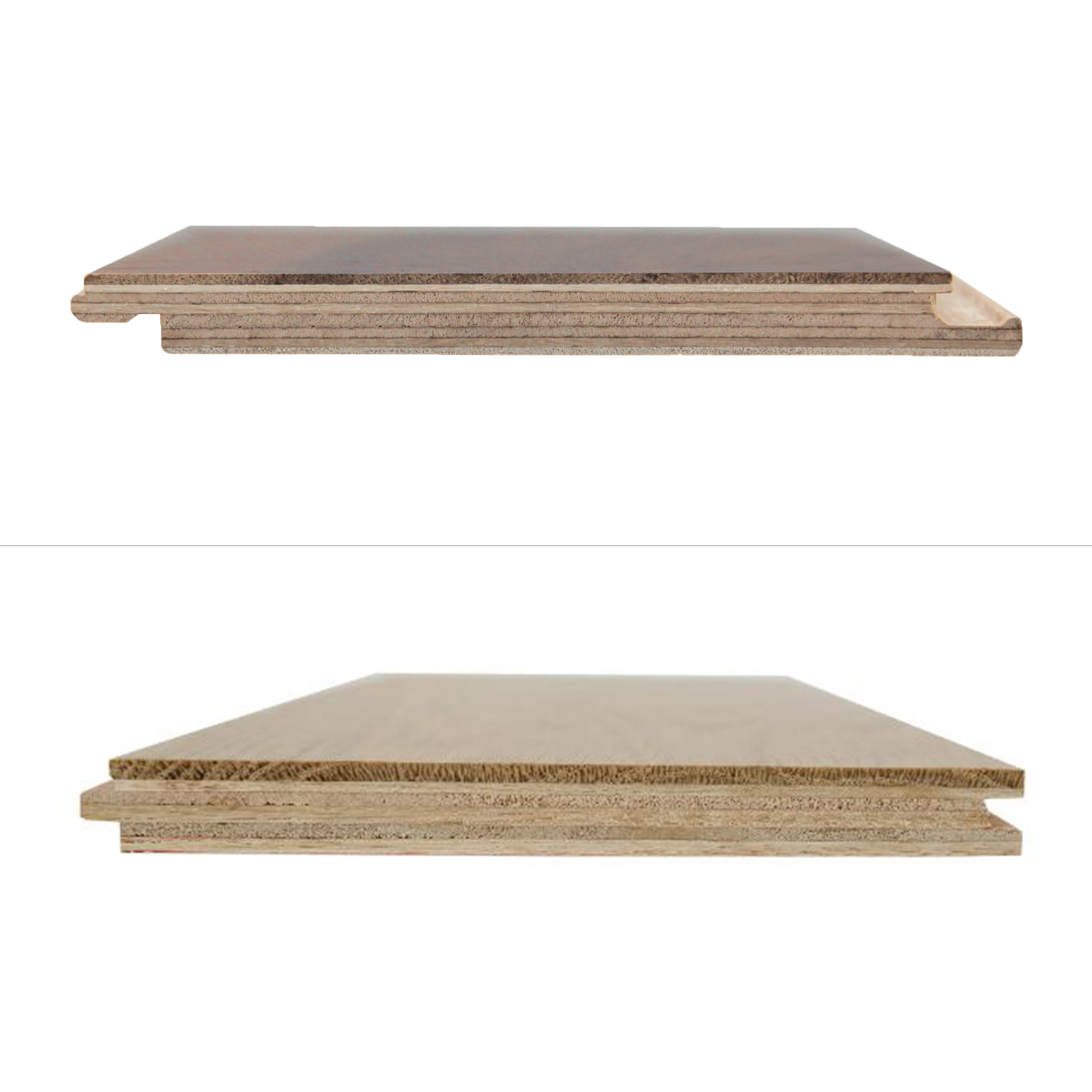
Виды соединения инженерной доски. Вверху фото замкового соединения, внизу шип-паз соединение

Согласно ГОСТу 862.3-86 паркетная доска состоит из паркетных планок, наклеенных с определённым рисунком на основание. На кромках и торцах есть пазы и гребни для соединения паркетных досок между собой. Основание паркетной доски может быть однослойным или двухслойным. В зависимости от конструкции основания паркетные доски подразделяют на типы:
ПД1 — с однослойным основанием из реек, набранных в квадраты или прямоугольники, расположенные взаимно перпендикулярно.
ПД2 — с однослойным основанием из реек, набранных в направлении продольной оси паркетной доски;
ПД3 — с двухслойным основанием из двух склеенных между собой слоёв реек либо реек и шпона, уложенных во взаимно перпендикулярном направлении.
В трёхслойной доске верхний слой выполнен из ценных пород дерева, например дуба или ореха, толщиной от 0,6 до 8 мм. Средний, поперечный слой паркетной доски выполнен из реек хвойных пород толщиной от 6 до 12 мм. Нижний продольный слой доски изготовлен из шпона низкокачественной древесины хвойных или лиственных пород толщиной от 0,5 до 3 мм. Из большого множества способов соединения в напольных покрытиях наибольшее распространение получили основные два принципа: шип-паз и замковое соединение. Соединительная часть выпиливается в среднем слое доски.
Шип-паз соединение — это самое простое соединение: на кромке доски имеется выступ (шип), а на противоположной стороне углубление (паз). При таком соединении пол приклеивается к основанию и фиксируется саморезами. Этот вид соединения является основным для массивной доски, но не менее часто используется и в инженерной доске. Для этого замка требуется идеально ровное основание.
Замковое соединение, в основе которого поворотно-угловой принцип, было изначально придумано норвежской компанией Valinge и впервые применено в напольных покрытиях в 1996 году компанией Alloc. Основной идеей была экономия расходного материала, скорость и удобство укладки. Сложная форма позволяет соединению надёжно и прочно скреплять доски между собой, создавая единое полотно, что впоследствии стало называться укладкой «плавающим способом», такое полотно не скреплено с основанием при помощи клея или саморезов и держится за счёт собственного веса. Доски укладываются под углом и защёлкиваются вниз до характерного звука.
В основании инженерной доски обычно высокопрочная фанера из березы, эвкалипта или тополя, но встречаются так же варианты с древесноволокнистой плитой (ДВП). Фанера состоит из 7-8 слоев шпона, перпендикулярно склеенных между собой. Перпендикулярное расположение слоёв препятствует короблению доски. Благодаря стабилизирующему многослойному основанию покрытие становится устойчивым к перепадам влажности и температуры. Толщина основания может варьироваться в пределах от 6 до 14 мм. Верхний слой из ламели дуба, ореха, ясеня или любой другой ценной древесины. Толщина шпона от 0,5 до 8 мм.

## Типоразмеры
Размеры досок зависят от производителя и сырья:
- Длина от 300 до 3000 мм
- Ширина от 90 до 300 мм
- Толщина от 8 до 24 мм

## Классификация

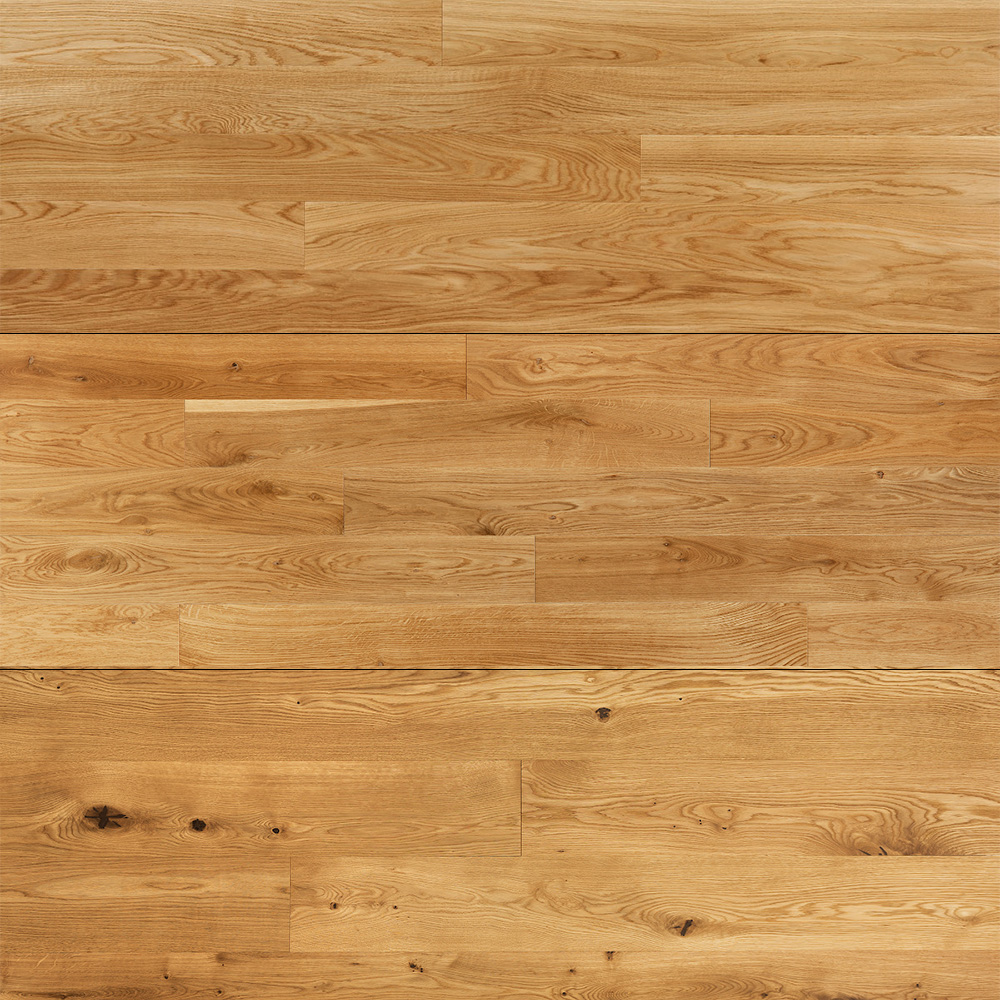
Различие между видами сортировок. На фото вверху сортировка селект, в центре сортировка натур, внизу — рустик

На российском рынке нет единого стандарта сортности доски. Тем не менее, выделяют три сортировки, которые означают более-менее одно и то же у разных производителей.
- Селект — тщательно отобранные планки, однородные по цвету и структуре. Обязательно отсутствие сучков, сколов и трещин. Распил дощечек радиальный, перпендикулярно годичным кольцам. Текстура поверхности получается по направлению волокон.
- Натур — это планки с небольшими различиями в цвете и небольшими сучками. Изготавливается из шпона смешанного распила, тангенциального и радиального. Тангенциальный распил проходит по касательной к годичным кольцам, не касаясь сердцевины бревна. Возможна заболонь.
- Рустик — планки различные по цвету и текстуре древесины. Комбинация тангенциального и радиального распила. Поверхность может иметь сучки, незначительные трещины, сколы, заболонь.

По количеству планок верхнего слоя паркетная доска подразделяется на одно, двух и трёхполосную.

## Укладка
Инженерную доску укладывают на пол после окончания основных отделочных работ. Основание должно быть ровным, сухим и чистым. Неровное основание приводит к изнашиванию замков.
Есть три основных технологии укладки инженерной доски:
1. Плавающим способом — без крепления к основанию; Плавающим способом укладывается только доска с замковым соединением. Плавающий пол кладут на цементно-песчаную стяжку или черновой деревянный пол. Стяжку пропитывают грунтовкой и застилают полиэтиленовой плёнкой для паро-гидроизоляции. Черновой деревянный пол представляет собой дощатый или фанерный настил по лагам. Пароизоляция укладывается под доски (фанеру) на лаги. Инженерную доску укладывают в разбежку на специальную подложку без фиксации к основанию. По периметру помещения под плинтусами оставляют зазор не менее 10 мм для компенсации температурных расширений пола. Так же необходимо оставлять разрывы не менее 10 мм в дверных проёмах и в месте примыкания к напольному покрытию из другого материала.
2. Клеевым на бетонное основание; Укладка на стяжку. Инженерная доска приклеивается к бетонному основанию на ровную, прочную и сухую стяжку. Основание грунтуют для обеспечения пароизоляции и прилипаемости клея. Для компенсации изменения линейных размеров доски относительно основания используют эластичные клеевые составы, не содержащие воду и растворители.
3. Клеевым на фанерное основание. Укладка на клей по фанере[2], прикреплённой к бетонному основанию — это более надёжный способ. Стяжку обрабатывают грунтовкой, настилают влагостойкую фанеру толщиной 10-20 мм, и закрепляют к основанию саморезами. Стыки фанеры шлифуют, чтобы устранить перепады по высоте. Инженерную доску укладывают на полиуретановый клей без разрывов в дверных проёмах.

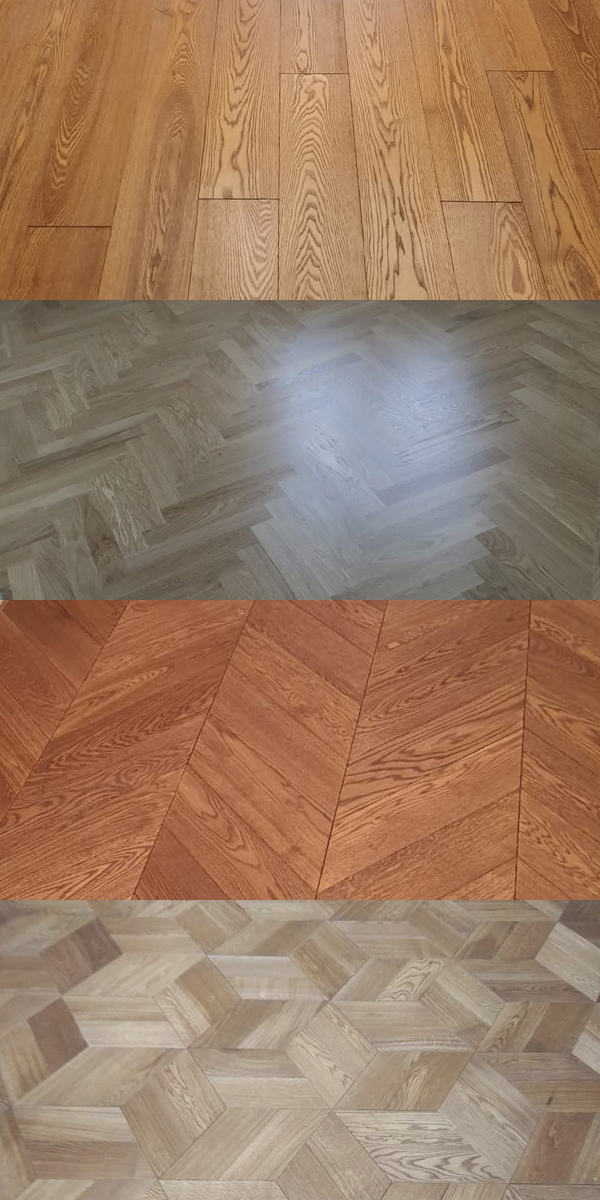
Способы укладки инженерной доски

Напольное покрытие из инженерной доски, в зависимости от размеров и особенности конструкции можно выкладывать по разным рисункам. Каждый рисунок подбирается в соответствии с дизайном помещения. Палубная укладка. Надёжный и простой вид укладки. Плашки со всех четырех сторон соединены между собой замками. Минимальное расстояние между торцевыми стыками первого ряда до торцевых стыков соседних рядов по бокам не должно быть меньше 200 мм. Английская ёлка. Плашки кладутся под прямым углом друг к другу. Узкий торец доски примыкает к началу длинной стороны соседней. Складывается узор, похожий на ствол ёлки с отходящими ветвями. Французская ёлка. Торцевая часть каждой планки срезана под углом от 30 до 60 градусов. Плашки присоединяются друг к другу торцами встык. Такой узор еще называют «шеврон». Шереметьевская звезда. Узор «звезда» складывается из ромбов, уложенных под углом 45 градусов. Требуется подрезка планок, соблюдение точности углов и размеров. Модульный паркет. Это напольное покрытие состоит из отдельных щитов-модулей. Рисунок верхнего слоя щита набран из отдельных деталей и закреплён на деревянном основании. Модули создают на полу сложный повторяющийся узор.

## Производство
1. Отбор и заготовка древесины. Выбирают крупные, возрастные деревья. Лучшее время для заготовки — зима. Спиленные деревья очищают от ветвей и коры.
2. Распил и калибровка. Брёвна распиливают на доски определённой толщины. Далее доски проходят калибровку — строжку с 4-х сторон для получения точных размеров доски по длине и ширине.
3. Селекция и сортировка. Доски фасуют ровными штабелями без перекосов и прогибов. Одновременно проводится первичная отбраковка и селекция.
4. Сушка древесины. Сушка снижает появление впоследствии трещин, деформации материалов, размножения гнили. Процесс проходит в два этапа — атмосферная сушка на открытом воздухе и сушка в камерах. На воздухе выравнивается влажность сырья, чтобы потом получить ровную влажность в сушильных камерах. Атмосферная сушка длится 3-6 месяцев. В сушильной камере фасованные заготовки доводят до влажности 7-8 %. В процессе сушки древесина уплотняется, становится прочнее и стабильнее.
5. Склеивание и прессование. Полезный слой и основание доски соединяются в единую конструкцию с помощью клея и специального отвердителя. Есть два способа прессования — холодное и горячее. Холодное прессование производится на гидравлических вертикальных прессах без нагрева. Используется три вида клея. ПВА — в составе клея есть вода от 45 до 70 %. После нанесения клея вода сразу же впитывается в древесину и из-за этого происходит резкое увеличение геометрических размеров заготовки. Во время прессования, на протяжении 20-45 минут, заготовка постепенно возвращается к первоначальному размеру. После этого возможно коробление заготовок. Перед следующей обработкой заготовки выдерживают от 24 до 72 часов. ЭПИ, эмульсия полимер-изоционата — клей повышает механическую прочность, стабильность и влагостойкость продукции. Коробление полностью не исключается. Время прессования 20-60 минут. Перед следующей обработкой заготовки выдерживают от 1 до 24 часов. ПУР — это полиуретановый термоактивируемый клей. Не содержит воды, поэтому исключается коробление продукции. Клеевой шов имеет высокую механическую прочность, эластичность, водостойкость. Клей придает термостойкость продукции. Время прессования от 15 до 360 минут. Заготовки можно обрабатывать сразу после прессования. Горячее прессование производится в термопрессах для ускорения склейки. Используется два вида клея: ПВА и термоактивные смолы. Термоактивная смола не содержит воды, коробление почти отсутствует. Клеевой шов имеет высокую механическую прочность и термостойкость. Склеивание происходит в течение нескольких минут при температуре 60°С и выше. Последующая обработка возможна сразу после остывания заготовки.
6. Профилирование — нарезание замков на кромках и торцах доски, снятие фаски. Подготовка к окрашиванию — высушенные заготовки шлифуются на станках до максимально ровной поверхности.
7. Дизайнерская обработка заготовок — брашировка, патинирование, дистресс, термообработка, тонирование. Брашировка — это основной вариант искусственного состаривания, используется для того, чтобы подчеркнуть структуру и естественность напольных покрытий. Поверхность древесины обрабатывают специальной щеткой из металлических волокон. При этом удаляются мягкие волокна древесины, а более твердые остаются нетронутыми. Поверхность становится рельефной. Патинирование — это выделение текстуры древесины специальным составом — патиной. Патина глубоко проникает в выделенную брашировкой текстуру, подчеркивая рельеф и рисунок годичных колец. Он наносится на изделие, после чего ему дают просохнуть, а затем удаляют легкой промежуточной шлифовкой в жестких участках древесины, тем самым оставляя патину только в порах древесины. В результате поверхность приобретает ярко выраженную структуру, характерную для древесины с эффектом состаривания. Дистресс или эффект пиления — это перпендикулярные пропилы на поверхности древесины. Изготавливаются с помощью специального станка, который, создает перпендикулярные пропилы разной глубины с помощью биения зубьев по заготовке, не нарушая геометрию и качество. Сочетание дистресса с другими видами обработки создает необычный состаренный эффект. Термообработка — это искусственное состаривание древесины в специальной камере при температуре 180 градусов в инертной среде. Цвет древесины становится гораздо темнее внутри структуры. Испаряется лишняя влага. Доска получается тверже и устойчивее к перепадам температуры и влажности. Тонирование — это получение различных оттенков древесины при окрашивании тонирующими средствами. Подбор цвета паркета зависит от дизайна продукции. Наиболее популярные методы окраски паркета — лаком с тонирующим пигментом, цветным паркетным маслом, морилкой. Дуб также можно морить для получения насыщенного коричневого цвета.
8. Нанесение покрытия — это завершающий этап для защиты древесины от царапин, пятен и грязи. Паркет покрывается несколькими слоями лака, масла или масло-воска. Это может быть: UV-лак, специальный паркетный лак, отвердевающий под воздействием ультрафиолета специальных ламп. Паркетный лак естественного отверждения, не уступает UV-лаку, создает более толстый слой. Натуральное масло, впитывается в верхний слой древесины, не создавая пленку, тем самым подчеркивая естественную структуру дерева. Масло-воск, объединяет достоинства лаковых и масляных покрытий. Масло с воском частично впитывается внутрь древесины и одновременно создает защитный слой на поверхности. Такое покрытие защищает дерево изнутри и снаружи, более устойчиво к истиранию по сравнению с натуральным маслом и лаком. UV-масло — промежуточный вариант между UV-лаком и натуральным маслом. Долговечное, но локально не восстанавливаемое покрытие. В отличие от натурального масла высушивается ультрафиолетовым излучением. Этот метод обеспечивает мгновенное высыхание, а поверхность покрывается микропленкой. При истирании защитного слоя полы полностью шлифуются и покрываются снова.

## Уход
Уход за натуральным деревом сопряжен с рядом ограничений:
- Резкие изменения температуры. Полы нужно беречь от воздействия прямых солнечных лучей, перегрева от отопительных приборов. Локальный нагрев может привести к растрескиванию и деформации.
- Резкие изменения влажности. Рекомендуется сразу убирать любую пролитую жидкость. При повышении влажности древесины она начинает набухать, расслаиваться, терять свою форму.
- Царапины. Перед мытьём пола из натурального дерева необходимо предварительно пропылесосить поверхность, чтобы не поцарапать её мусором и песком, а уборку производить водой с применением специальных моющих средств. Для предотвращения царапин мебель лучше ставить на ковры или клеить мягкие накладки.